# ヤマハ・EXシリーズ
EXシリーズ（イーエックス・シリーズ）とはヤマハから発売されたシンセサイザーの型番・商品名。

## 概要
- 1998年2月にシリーズ最初のモデルにあたるEX5が発売。イメージキャラクターは坂本龍一。
- 著名なユーザーとしては、坂本龍一自身は当時バドワイザーのCMに出演した際に、自身が作曲したBGMをEX5で演奏しているシーンがあるが、ステージ等で使用した実績の有無は不明。後述のEX5Sを含めて、メジャーシーンで主に使ったのは浅倉大介である。そのほかに( Every Little Thingは EX5S)を (D.F.O Digitel Future Orehestra などはEX5) 使用
- PCM音源、AN音源、VL音源、FDSP音源というハイブリッド音源を搭載している（EX7のみVL音源非搭載）。
- ユーザーが好きな波形を取り込めるサンプリング機能も加えられている。
- FDSP音源とは、PCM音源を直接的に変調可能にした物理モデルエフェクトが搭載されており、これをハイブリッド音源と言っている。これは鍵盤ごとに異なるエフェクトをかけることができる新たな音源となっている。EX5・EX5R以外で搭載されたモデルはない。
- シーケンサーを内蔵したワークステーション型シンセサイザー。シーケンサーの記録音数は約3万音。
- キーボードモデルは鍵盤の左側にホイールを3つ装備し、リボンコントローラも搭載。
- EX5・EX5Rの物理モデル音源は、米国スタンフォード大学とヤマハが所有する物理モデル音源特許であるSONDIUS-XG規格のライセンスを受けて開発された製品のため、本体上面部に規格ロゴが記載されている。なお、この規格名に「XG」と名前はついているものの、「XGフォーマット」規格を指しているわけではないため、直接的にXG曲集を再生することはできない。
- VL音源は、ヤマハ独自の呼び名であり、一般的にVA音源といわれるが、本項ではVL音源と表記する。

## シリーズのモデル
EX5
MOTIF発売までのフラグシップモデル。希望小売価格は298,000円（税別）。76鍵、最大同時発音数128。筐体はブルー。SY99同様、重量は20kgもあった。
EX5S
EX5のシルバーモデル、通称浅倉大介モデル。98年12月発売。298,000円(税別）。背面のロゴプリントデザインも一新されている。生産台数はリリース当初400台。その後300台が追加生産され、市場には700台前後出回っているといわれている。
EX7
EX5の廉価版。61鍵。VL音源を省略し、AN音源の同時発音数を1音とし、音源部全体の同時発音数を64としたモデル。
EX5R
EX5のキーボードを省いたモジュラータイプ。248,000円（税別）。3Uフルラックサイズ。シーケンサー内蔵。
ゲーム『Kanon』のタイトル画面の曲『朝影』（『Kanon ORIGINAL SOUNDTRACK』収録）のストリング音はこれで作っている。同サウンドトラックの歌詞カードのコメントで作曲者の折戸伸治は、伸びのあるいい音と評している。

## 評価
主な特徴として、PCM音源、AN音源、VL音源、FDSP音源というハイブリッド音源を搭載している点が挙げられる。その上、ユーザーが好きな波形を取り込めるサンプリング機能も加えられた。80年代に一世を風靡したFM音源のDX7等のDXシリーズに続く型番を採用し、FM音源とPCM音源のハイブリッドタイプのシンセサイザーSY99等のSYシリーズの後継機種として位置づけられている。
EXシリーズ以前に発売されていたシンセサイザーヤマハ・Wシリーズはカシオペアの向谷実などプロが使用していたこともあったが、基本的にはアマチュアユースを想定していたシンセサイザーであり、93年・94年に発売された物理モデル音源シンセサイザーであるVL1などのVLシリーズ以来久々のヤマハ製プロ用シンセサイザーとして前評判は非常に高かった。特にSYシリーズの時代から指摘されていたPCM音源部の線の細さに対しては、EXシリーズでは新たに原波形をサンプリングし直し、太く厚みのある音に変更されていることが評価につながったと思われる。前年に発売されていたバーチャルアナログシンセサイザーAN1xも分厚い音が出るという評判があり、97年・98年頃のヤマハは出音の厚いシンセサイザーを製造することを目指していたと思われる。80年代中頃から90年代初頭まで、DXシリーズ、SYシリーズを発売しシンセサイザー市場を牽引してきたヤマハであったが、物理モデル音源が思うように普及せず、また、95年・96年とDTM市場におけるXGフォーマットの普及に力を入れてきたせいか、90年代半ば以降は坂本龍一、小室哲哉といったプロ奏者が離れてしまい、ローランドのJVシリーズやコルグのTRINITYシリーズにプロ用シンセサイザーのイニシアティブを奪われてきた。それを奪還するべく投入されたのがこのEXシリーズである。
しかし、内蔵シーケンサーの性能が不十分と言われ、Wシリーズの記録音数10万音に対して、約3万音と減っている。この点に関してはカタログに「思いついたフレーズをスケッチするため」という記載があり、複数台の機材を駆使して楽曲を作成するプロにとって内蔵シーケンサーは必須機能ではないためと解せる。そして、マルチモードで伴奏データを再生すると、一部のパートの演奏が遅れて、演奏が乱れる（いわゆるモタる）ことが指摘されている。こちらもプロは1台1パートという使い方をするため、マルチでの利用をあまり重視しなかったものと思われる。
EX5の最大同時発音数は128音だが、PCM音源を含めての発音数であり、VL音源は1音、AN音源は2音と物理モデル系は少ない。また、VL音源のエディットの幅はユーザーにとって複雑にしないようにとの配慮のもとでVLシリーズより狭められ、テンプレートを当てはめる方式を採用している。
AWM音源エレメントから精密な信号処理によって、従来のエフェクトでは得られなかった音を作り出すことができることが特徴のFDSP音源だが、鍵盤ごとに異なるエフェクトをかけることができるという点で、従来のDSPを利用したエフェクトとは一線を画すが、最大同時発音数は16音と少なくなる。EXシリーズはFM音源そのものは搭載していないが、このFDSP音源には『SELF FM』というFM変調をシミュレートした物理モデルもある。しかし、DSPチップの性能が低く、すぐに「DSP FULL」とエラーが出てしまい、FDSP音源の性能を十分に発揮することは難しかった。
そのため、多数の音源を搭載しながら、実質的にはPCM音源部しか使われず、当初の予想ほどの販売数は得られることなく、プロ用シンセサイザー市場を牽引するということは実現できなかった。しかし、このEX5でAWM2音源をリファインし、太い音が出るように改良したことが、後に発表されるS80 / S30やCS6x / CS6R、MOTIFシリーズに続く礎になっている。
EX5で採用されたPCM音源を物理モデル音源で変調するというハイブリッド音源はEXシリーズで終わることなく、CP1 / CP5 / CP50 / CP4 STAGE / CP40 STAGE / reface CPにおいて、SCM音源という名称で、楽器ごとに発音方式が最適化され、楽器本来の持つ、幅広いダイナミクスとスムースな音色変化をも再現できる音源として、再び2009年以降採用された。また、ローランド社においてもSuperNATURAL音源という名称でPCM音源と物理モデル音源のハイブリッド音源を採用したFA-06、INTEGRA-7等のシンセサイザーや音源モジュールが21世紀に発売されるなど、EXシリーズは時代を先取りしたモデルであった。
このEX5の登場から約半年後に、従来シンセサイザー市場を牽引していたコルグ・TRINITYシリーズが、物理モデル音源を1音から6音にアップグレードして、TRINITY V3として再発売された。そのカタログに「融合を超えた音」と書かれており、EX5が他社に強力なライバル商品の出現として認知されていたと考えられる。そして、この「融合を超えた音」というのはTRINITY V3の物理音源はコルグのZ1の音源が搭載されていることに起因しており、Z1の音源はSONDIUS-XGの規格とコルグの物理モデルの音源が使用されている事によるもので、VL音源と全く同じ音が出るということではない。

## 拡張ボード
mLAN-EX
ヤマハが提唱する次世代デジタル音楽データ転送プロトコルのmLANに対応するための拡張ボード。ヤマハが本格的にmLANを推進し始めた頃にはその規格内容がEX5発売当時のものと異なるものになっていたため、後発機種に搭載されているmLANとは互換性のないものとなっている。
取り付けにはOSのバージョンを上げる必要があり、店頭販売は行わずヤマハサービスセンターによる有償取り付けサービスが実施されていた。
EXFLM1（フラッシュメモリーボード）
サンプルウエーブ記憶用8MB（4MB*2）フラッシュメモリー。（説明書には、2枚一組で使用するように記載されている。）
EXFLM2（フラッシュメモリーボード）
サンプルウエーブ記憶用16MB（8MB*2）フラッシュメモリー。ヤマハの純正品ではなく、海外メーカーのオリジナルのメモリーであるが、2倍の容量を持つ。
EXIDO1（インディビジュアルアウトボード）
4系統の独立アウト端子を搭載した拡張ボード。このボードを使用することでEX5/EX5Rなら最大8系統、EX7では、最大６系統のチャンネルを使った接続ができる。オプション取付口が一箇所しかなく、EXDG01と共用スロットの為、EXDG01と同時使用はできない。
EXDGO1（デジタルアウトボード）
AES/EBUデジタルアウト端子装備し、ワードクロックにも対応した拡張ボード。オプション取付口が一箇所しかなく、EXID01と共用の為、EXID01と同時使用はできない。
ASIB1（SCSIインターフェースボード）
SCSI周辺機器を利用する為の拡張ボード。SCSI対応のハードディスクや、CD-ROM、ZIP、MOなどのメディアが利用可能になる。また、この拡張ボードは、SU700、A3000などでも使用可能である。
DRAM SIMM　(汎用商品が使用可能なため、特定の商品としてカタログにも記載が無い)
サンプルウエーブ記憶用の揮発性メモリ（電源を切るとデータを消失する）。メモリの容量は4、8、16、32MBのメモリをうち同容量のメモリを2枚1組で使用可能。最大容量は、内蔵1MB+増設64MBで、合計65MBまで使用可能。